# Almáskamarás
Almáskamarás (hongrois : Almáskamarás [ˈɒlmaːʃkɒmɒraːʃ] ; allemand : Almasch) est une localité hongroise située dans le comitat de Békés.

## Histoire
Les premières mentions écrites des localités voisines d'Almáskamarás, notamment Nagykamarás, Bánkút et Kunágota, remontent à 1418. Des fouilles archéologiques ont révélé des traces de plusieurs villages datant de l'époque des Árpád, bien que leurs noms médiévaux ne nous soient pas parvenus. L'ensemble de la région, alors appelée Bánkamarás en référence à János Maróti, ban de Macsó et constructeur du château de Gyula, fut entièrement dévasté lors d'un raid tatare en 1596.
La fondation officielle d'Almáskamarás date de 1844. À l'origine, la localité faisait partie de Nagykamarás et portait le nom de Kamarás. Les premiers colons allemands s'y installèrent en provenance de la ville voisine d'Elek, alors située dans le comitat d'Arad. Le nom Almáskamarás est mentionné pour la première fois en 1855 dans l'ouvrage Description des comitats de Békés, Csanád, Csongrád et Hont.
Après le Traité de Trianon, la commune fut rattachée au comitat de Csanád-Arad, puis à celui de Csanád, Arad et Torontál. En 1946, la population allemande du village fut déportée et remplacée par des habitants venus d'autres régions de Hongrie. Cette expulsion concerna 1 539 personnes, un nombre supérieur à la population actuelle de la commune. Malgré ce bouleversement, les liens avec les descendants des exilés, notamment dans les villes allemandes de Leimen-St. Ilgen et Walldorf, ont perduré. Chaque année, certains d'entre eux reviennent à Almáskamarás.
Entre 1980 et 1990, la commune fut administrativement rattachée à Nagykamarás, avant de retrouver son indépendance. Depuis, elle a bénéficié d'importants développements infrastructurels.

## Population

### Minorités culturelles et religieuses
Selon le recensement de 2001, la population d'Almáskamarás était composée à 76 % de Hongrois, 23 % de Allemands et 1 % d'autres groupes ethniques, principalement Slovaques et Roumains.
En ce qui concerne l'affiliation religieuse, environ 57 % des habitants se déclaraient catholiques romains, 10,5 % réformés, 2,5 % évangéliques et 0,5 % catholiques grecs. Environ 29,5 % ne se réclamaient d'aucune confession ou n'avaient pas répondu.
D'après le recensement de 2011, 90,2 % des habitants s'identifiaient comme Hongrois, 41 % comme Allemands (les identités multiples étant possibles) et 0,2 % comme Roms, tandis que 9,7 % n'avaient pas déclaré leur nationalité. La répartition religieuse était la suivante : 37,8 % de catholiques romains, 6,2 % de réformés, 1,7 % de luthériens et 34,2 % de sans confession (18,8 % n'ayant pas répondu).
En 2022, la population se composait de 90,1 % de Hongrois, 10,2 % d'Allemands, 2,4 % de Roms, ainsi que de petites minorités roumaine, slovaque et autres. Concernant la religion, 22,6 % des habitants étaient catholiques romains, 6,1 % réformés, 1,1 % luthériens, tandis que 26,3 % se déclaraient sans religion et 42 % n'avaient pas répondu.

## Équipements

### Réseaux extra-urbains
lmáskamarás est situé dans la région du sud-est de la Grande Plaine hongroise, dans le comitat de Békés, à environ 10 km à l'est de Medgyesegyháza et à 17 km à l'ouest du poste-frontière de Lőkösháza avec la Roumanie. Il se trouve sur le territoire du Békési-hát, une sous-région du Körös–Maros köze. Ses communes voisines sont Nagykamarás, Kunágota et Dombiratos.
L'accès routier se fait par la route secondaire 4437, qui relie Nagykamarás à la route 4429 et à Kunágota, d'où elle rejoint la route 4439.
Le transport public est assuré par les cars de la compagnie Volánbusz.
Almáskamarás ne dispose pas de liaison ferroviaire directe. La gare la plus proche est Medgyesegyháza, située à 8-10 km, sur la ligne Békéscsaba–Kétegyháza–Mezőhegyes–Újszeged. Un arrêt ferroviaire, Bánkút, est également situé sur cette ligne, dans le périmètre administratif de Medgyesegyháza.

## Patrimoine urbain
La commune d'Almáskamarás possède plusieurs édifices et sites d'intérêt. L'église catholique romaine Saint-Vendel (Szent Vendel-templom), construite en 1865 sur les plans de Lipót Ursits, constitue un élément majeur de son patrimoine. Le cimetière local conserve d'anciennes pierres tombales ornées d'inscriptions en lettres gothiques, témoignant du passé historique de la localité.
Par ailleurs, la commune abrite le « four du pays » (ország kemencéje), un site emblématique mettant en valeur les traditions culinaires et artisanales hongroises.

## Cultes
La première paroisse indépendante d'Almáskamarás et de Nagykamarás fut établie en 1847. En 1888, une paroisse distincte fut créée à Nagykamarás, tandis qu'Almáskamarás conserva son propre statut paroissial. La localité dépend du doyenné d'Orosháza, au sein de l'archidiaconé de Békés, sous l'égide du diocèse de Szeged-Csanád. Son église paroissiale, placée sous le patronage de saint Wendelin, tient ses registres depuis 1847.
Les habitants de confession réformée relèvent de l'église réformée missionnaire de Kunágota, rattachée à l'évêché de la Grande Plaine orientale (Tiszántúl) et à l'archidiaconé de Békés. Almáskamarás y est considérée comme une communauté dispersée (szórvány).
Les luthériens, quant à eux, appartiennent à la paroisse de Medgyesegyháza, intégrée à l'archidiaconé de l'est de Békés, sous la juridiction de l'évêché luthérien du sud de la Hongrie.

## Relations internationales

### Jumelages
- Leimen (Allemagne) (Sankt Ilgen)
- Walldorf (Allemagne)

## Personnalités liées à la localité
La localité est le lieu de naissance de Bernát Károlyi (1892), moine franciscain et prêtre, reconnu comme martyr.